# Kamen Rider V3
Kamen Rider V3 (仮面ライダーV3?, Kamen Raidā Bisurī, Kamen Rider V-Three) è un telefilm di supereroi giapponese del genere tokusatsu. Questa è la seconda delle serie dedicate a Kamen Rider.
La serie è stata creata dalla collaborazione fra Shōtarō Ishinomori e la Toei ed è stata trasmessa sul canale NET TV (l'attuale TV Asahi) dal 17 febbraio 1973 al 9 febbraio 1974 per un totale di 52 episodi da 24 minuti ciascuno e due brevi film.
Ogni episodio di Kamen Rider V3 inizia con il narratore che spiega che Kamen Rider V3 alias Shiro Kazami è un cyborg. È stato ferito mortalmente dalla Organizzazione Destron ma viene soccorso e trasformato da Kamen Rider 1 e Kamen Rider 2 rinascendo come Kamen Rider V3.

## Storia
Shiro Kazami era uno studente ventiduenne di Biochimica all'universita Jonan.
In una notte ha assistito all'omicidio di un operaio.
Kazami è ignaro che questo momento porterà al totale cambiamento della sua vita.
L'Assassino non era un uomo ma un mostro membro dell'organizzazione criminale conosciuta come Destron.
Destron era conosciuta una volta come Gel-Shocker (associazione fra Shocker e Geldam), e il suo scopo è quello di conquistare il mondo e schiavizzare l'umanità.
Dato che ha assistito a un omicidio compiuto da un appartenente dell'organizzazione, Shiro è stato soggetto a vari tentativi di assassinio da parte di agenti della Destron.
Dopo vari tentativi falliti, quando Shiro era assente, Destron ha mandato il mostro Hasami Jaguar ad attaccare la sua famiglia.
Come ritornò a casa, vide i suoi genitori e la sua sorella minore venire uccisi dal mostro.
Fu in quel momento che Takeshi Hongo e Hayato Ichimonji apparvero trasformandosi in Kamen Rider Ichigo e Nigo e riuscirono a far fuggire Hasami Jaguar.
Shiro bruciava dal desiderio di vendetta, chiese ai due Rider di trasformarlo in un cyborg come loro ma i due eroi rifiutarono dicendo a Shiro che se diventasse un cyborg passerebbe il resto dei suoi giorni nella solitudine.
Quando Ichigo e Nigo raggiunsero la base di Destron, vennero contattati dal Grande Capo di Destron che gli dice che gli ha attirati in una trappola e che ha fatto costruire un raggio anti-cyborg per distruggerli.
Sotto il raggio, i due Rider rischiarono di morire ma Shiro Kazami intervenne per salvarli, rimanendo ferito mortalmente.
I Kamen Rider per salvargli la vita non ebbero altra scelta che far diventare Shiro il terzo Kamen Rider, Kamen Rider V3.

## Personaggi

### Kamen Rider V3
Shiro Kazami/Kamen Rider V3 (風見 志郎／仮面ライダーV3, Kazami Shirō/Kamen Raidā Bi Surī): è un cyborg supereroe con la maschera che sembra la testa di una Libellula che combatte Destron. Quando incontra un mostro dell'organizzazione, esclama: "Henshin...V3!" e si trasforma in Kamen Rider V3. Possiede 26 strumenti e abilità speciali chiamati I 26 segreti di V3. V3 non li conosce tutti dall'inizio ma li rivela uno ad uno durante il corso della serie. Fra queste abilità speciali, V3 ha il costume a prova di proiettili, il V3 Hopper (strumento che usa per rintracciare i nemici) e il V3 Hanten Kick. La sua moto si chiama Hurricane e anche quest'ultima possiede delle abilità speciali.

### Kamen Rider Ichigo
Kamen Rider Ichigo (仮面ライダー１号, Kamen Rider 1) è apparso per la prima volta in Kamen Rider, la prima serie della saga. Il protagonista della prima serie, Kamen Rider Ichigo è un supereroe pilota di motocicletta con un costume dall'aspetto simile a una cavalletta. Nella prima serie, è interpretato da Hiroshi Fujioka, più tardi venne interpretato da Masaya Kikawada nei film Kamen Rider The First e Kamen Rider The Next, ha fatto un cameo in un episodio di Kamen Rider Kabuto ed è apparso per l'ultima volta in Kamen Rider Decade: All Rider contro Dai Shocker ed è uno dei protagonisti del film che verrà realizzato in occasione del quarantesimo anniversario del franchise: OOO, Den-O, All Rider: Let's Go Kamen Rider.
La vera identità di Kamen Rider Ichigo,Takeshi Hongo(本郷 猛, Hongō Takeshi) era uno studente di biochimica nato il 15 agosto 1948, è un uomo dalla mente brillante con un quoziente intellettivo di 600 che frequentava l'università Johoku e con la passione per le corse in motocicletta. Mentre stava facendo pratica per una gara di motociclismo, Hongo seguì un gruppo di motociclisti misteriosi per poi cadere in una trappola preparata dall'Uomo Aracnide e venne portato nella base della Shocker, dove venne trasformato in un cyborg dotato di forza e agilità sovrumane prima di svegliarsi una settimana dopo mentre gli scienziati dell'organizzazione si preparavano a fargli il lavaggio del cervello. Hongo riesce a liberarsi grazie all'inaspettato aiuto del suo insegnante di scienze, il Professor Midorikawa, che stava lavorando contro la sua volontà per Shocker e che è stato lui a convincere Il Grande Capo a far rapire Hongo sperando che con i suoi poteri di cyborg potesse distruggere la Shocker. I due vengono inseguiti dall'Uomo Aracnide mentre si nascosero in un capannone al porto. Sfortunatamente, Uomo Aracnide è riuscito a rintracciare Ruriko, la figlia del professore, fino al capannone e riesce a uccidere Prof.Midorikawa proprio durante l'arrivo di Ruriko che assistendo all'omicidio accuserà Hongo di essere l'assassino prima che venga rapita dall'uomo Aracnide. Takeshi, nei panni del nuovo eroe Kamen Rider, insegue L'Uomo Aracnide e combatté contro i soldati che accompagnarono il mostro prima di affrontarlo e ucciderlo con un Rider Kick. Dopo Il primo episodio la serie seguì un percorso piuttosto statico (come molte serie dell'epoca). In ciascun episodio si vede Takeshi incontrare un nuovo kaijin della Shocker che ha in serbo un piano per distruggere la città o avvantaggiare Shocker, interagire con i personaggi di supporto come Tobei Tachibana e concludere l'episodio sconfiggendo il kaijin solitamente con il Rider Kick. Ma questa formula venne cambiata quando l'attore che interpreta Takeshi, Hiroshi Fujioka, subì un incidente durante le riprese dell'episodio 10 e dovette ritirarsi dalla serie finché non si rimise a posto mentre la Toei assunse un nuovo attore, Takeshi Sasaki, per interpretare il personaggio di Hayato Ichimonji alias Kamen Rider Nigo(Kamen Rider 2), nella serie viene spiegato che Kamen Rider Nigo è stato creato dalla Shocker per combattere Il primo Kamen Rider ma quest'ultimo riesce a salvare Hayato dal lavaggio del cervello e lasciò a lui il compito di difendere il Giappone mentre andava in giro per il mondo a distruggere le varie basi della Shocker. Quando Fujioka si riprese dall'incidente alla gamba ritorno nella serie durante l'episodio 40 sempre nei panni di Takeshi Hongo/Kamen Rider Ichigo che combatté insieme a Kamen Rider Nigo con il nome di Double Riders. Quando Hayato si assentò temporaneamente dalla storia, Takeshi tornò ad essere l'eroe principale della serie nell'episodio 53 fino al 98 e con Hayato che ritorna come suo aiutante nell'episodio 72 fino alla fine. Kamen Rider Ichigo e Nigo riapparvero nel seguito Kamen Rider V3. Il V3 del titolo è Shiro Kazami, un compagno di università di Hongo che chiese a quest'ultimo di farlo diventare un Kamen Rider per vendicare la morte dei suoi genitore e di sua sorella per mano di un kaijin della Destron. All'inizio Takeshi rifiutò ma poi fu costretto a trasformarlo nel nuovo Kamen Rider V3 dopo che Shiro si è ferito mortalmente per salvare i Rider Ichigo e Nigo, V3 ottenne l'abilità di Ichigo e la forza di Nigo. Alla fine del secondo episodio di Kamen Rider V3, i Double Riders sembravano essere morti dopo aver sacrificato se stessi facendo Detonare la bomba atomica all'interno del mostro Kame-Bazooka fuori dalla città, ma ritornarono più tardi per aiutare V3 in un paio di occasioni. Kamen Rider Ichigo insieme a Nigo compariranno anche nelle serie successive con eccezione per Kamen Rider Amazon e Kamen Rider Black. E Kamen Rider Ichigo guiderà i primi 10 Kamen Rider in aiuto di Kamen Rider Black RX negli ultimi episodi della sua serie. L'ultima apparizione di Kamen Rider Ichigo avviene nel film Kamen Rider Decade: All Rider contro Dai-Shocker(2009) dove lui insieme ad altri 24 Riders aiuterà Kamen Rider Decade a combattere la Dai-Shocker.

### Kamen Rider Nigo
Kamen Rider Nigo (仮面ライダー２号, Kamen Rider 2). Come Kamen Rider Ichigo, è un supereroe motociclista dall'aspetto di una cavalletta. Nella serie originale è stato interpretato da Takeshi Sasaki, in Kamen Rider The First e Kamen Rider The Next è interpretato da Hassei Takano (lo stesso attore di Myuki Tezuka/Kamen Rider Raia in Kamen Rider Ryuki). Nel film Kamen Rider Decade:All Rider Contro Dai-Shocker, Rider Nigo è doppiato da Takahiro Fujimoto. La sua ultima apparizione avviene nel film OOO, Den-O, All Rider, Let's Go Kamen Riders, che celebra il 40º anniversario del franchise. Hayato Ichimonji (一文字 隼人, Ichimonji Hayato), nato il 10 ottobre 1949, è un fotografo free lancer cintura nera di Karate che è stato rapito dalla Shocker per essere trasformato in un cyborg per combattere contro Takeshi Hongo alias Kamen Rider Ichigo. Il manga mostra che Hayato è nato e cresciuto in un villaggio di pescatori in Hokkaido dove ha combattuto contro L'Uomo Granchio. Prima che gli venisse fatto il lavaggio del cervello, Hayato venne salvato da Takeshi. Poi Takeshi lascia il Giappone per andare a combattere le varie basi di Shocker intorno al mondo, e Ichimonji diventa il suo successore nel difendere il Giappone dagli attacchi della malvagia organizzazione e arriva anche a sconfiggere il Colonnello Zol, comandante di alto rango di Shocker. Più tardi Takeshi fa il suo ritorno per combattere insieme a Hayato contro i mostri guidati dal malvagio Dottor Shinigami. Ora Kamen Rider Ichigo e Nigo sono conosciuti come i Double Rider. Dopo l'episodio 52, Hayato se ne va in Sud America per allenarsi. Verso la fine della serie, Hayato Ritorna ad aiutare Hongo contro la Gel-Shocker. Kamen Rider Nigo ricomparirà insieme a Ichigo nelle serie seguenti fino (eccetto Kamen Rider Amazon e Kamen Rider Black) a Kamen Rider Black RX. La sua ultima apparizione avviene nel film OOO, Den-O, All Rider, Let's Go Kamen Riders.

### Riderman
Riderman (ライダーマン Raidāman) è stato il primo Kamen Rider ad avere delle armi e l'unico ad avere il proprio volto parzialmente scoperto. È stato interpretato da Takehisa Yamaguchi(山口 豪久 Yamaguchi Takehisa) in V3,da Seiji Takaiwa(高岩 成二 Takaiwa Seiji) in Kamen Rider Black RX e da Gackt in Kamen Rider Decade:All Rider vs Dai-Shocker. Il vero nome di Riderman è Yuki Jooji(結城丈二 Yūki Jōji), un ex scienziato di Destron. Durante la sua infanzia, Yuki fu abbandonato e stava per suicidarsi quando il Grande Capo è intervenuto e lo ha adottato. Yuki l'ha considerato un salvatore e ha giurato di servire Destron. Lavorò per l'organizzazione come uno scienziato di alto rango, convinto che Destron agisse per il bene dell'umanità, finché l'invidioso Maresciallo Yoroi l'ha incastrato come traditore per coprire i suoi fallimenti contro Kamen Rider V3. Di conseguenza, Yuki venne condannato a morte, calando in una vasca di acido che gli causa la perdita del braccio sinistro prima di venire salvato in extremis dai suoi colleghi che gli diedero un braccio bionico e successivamente Yuki assunse l'identità di Riderman. All'inizio, Riderman vedeva solo Yoroi come un nemico e non Destron e per provare la sua innocenza, cercò di sconfiggere V3. Ma dopo aver scoperto le intenzioni di Destron, Riderman decise di diventare alleato di V3 ma la sua devozione nei confronti del Grande Capo rimase abbastanza forte da impedire a V3 di attaccarlo. Riderman rivelò la storia del suo legame con il Grande Capo a V3 e che non poteva sopportare di vedere il suo salvatore ucciso di fronte a lui. Verso la fine della serie, Riderman ha apparentemente sacrificato la sua vita per impedire a un missile al plutonio di distruggere Tokyo e Kamen Rider V3,colpito da questo gesto, gridò che Riderman è il quarto Kamen Rider. In realtà,è riuscito a salvarsi. Nel manga Kamen Rider Spirits, viene mostrato che dopo l'esplosione,è caduto in mare e finito a Tahiti,ma l'evento gli ha fatto perdere la memoria, che poi ha recuperato combattendo contro il redivivo Maresciallo Yoroi che ha trasferito la sua mente nel corpo di un crostaceo robot. In Kamen Rider Black RX,Riderman è fra i dieci Rider venuti in aiuto di Black Rx contro l'Impero Crisis. Riapparve molti anni dopo nei film All Rider vs Dai Shocker e OOO,Den-O,All Rider:Let's Go Kamen Riders.

### Destron
Destron (デストロン, Desutoron), chiamata anche Deathron, è l'organizzazione criminale, antagonista della serie. Nella continuity del film, Kamen Rider The Next, Destron venne rimpiazzato da Shocker. La Destron venne creata dai membri superstiti della Gel-Shocker sotto la guida del Grande Capo, e, come i suoi due predecessori, nella trama di Kame Rider V3, lo scopo di tale organizzazione è il dominio sul mondo intero tramite atti terroristici e l'utilizzo di creature mostruose. Anche se posseggono sedi nella maggior parte del mondo, i membri dell'organizzazione concentrano le loro attenzioni sul Giappone. All'inizio i kaijin del sottogruppo chiamato L'esercito Meccanico e prendevano gli ordini direttamente dal Grande Capo di Destron senza alcuna particolare supervisione, ma dopo continue sconfitte contro Kamen Rider V3 il Grande Capo chiamò il Dottor G dalla base tedesca di Destron.
Membri di Destron
- Il Grande Capo di Destron (デストロン首領, Desutoron Shuryō): Non compare fino agli ultimi episodi, durante la serie si sente solo la sua voce. Nei primi episodi ha comandato direttamente le operazioni, più tardì ha lasciato che i suoi generali lo facessero per lui. I mostri sotto il suo diretto comando erano una combinazione di animali e oggetti meccanici [1]. Negli ultimi episodi della serie appare di persona per brevi momenti, ma indossava un abito nero con cappuccio. Quando il cappuccio venne tolto, rivelò una testa avvolta da bende e con una maschera sorridente. Nell'episodio finale, il Grande Capo rivelò il suo vero aspetto: un orribile scheletro dall'enorme teschio e un cuore pulsante. V3 riesce a sconfiggerlo e a distruggergli il cuore ma all'interno del teschio trova un audio registratore con la voce del Grande Capo che si congratula con lui per averlo battuto, ma morirà insieme a lui. Subitò dopo, il quartier generale di Destron esplose e Kamen Rider V3 riuscì a scappare.

- Dottor G (ドクトルG, Dokutoru Gē, episodi 13-30)/Kani Laser (カニレーザー, Kani Rēzā): Il primo generale di Destron arrivato in Giappone. Viene dalla base tedesca dell'organizzazione, indossa un'armatura da cavaliere ed è armato di ascia e di scudo. I suoi mostri sono dello stesso tipo di quelli comandati dal Grande Capo. Il Dottor G ha l'abitudine di pronunciare il nome di V3 Kamen Raaaaaida V3. Dopo numerosi fallimenti contro l'eroe, Dottor G evocò gli spiriti di antichi guerrieri che lo trasformarono nel mostro crostaceo Kani Laser per combattere di persona contro Kamen Rider V3. Venne distrutto da V3 con il V3 Kirimori Hanten Kick.

- Barone Kiba (キバ男爵, Kiba Danshaku, episodi 31-35)/Mammuth Vampiro (吸血マンモス, Kyūketsu Manmosu): Uno stregono vestito di pelle di Leopardo proveniente dall'Africa, secondo generale di Destron e capo della tribù delle zanne. È armato di una lancia che spara proiettili esplosivi. I mostri ai suoi ordini sono delle versioni umanoidi di animali con zanne [2] potenziati tramite sacrifici di vittime innocenti. Dopo che V3 distrusse la tribù delle zanna con l'aiuto di Kamen Rider Ichigo e Nigo, il Barone Kiba si trasformò in Mammuth Vampiro per combattere contro V3. Mammuth Vampiro venne sconfitto con il V3 Kaiten San Dan Kick.

- Arcivescovo Tsubasa (ツバサ大僧正, Tsubasa Dai Sōjō, episodi 36-40 e 52)/Pipistrello Zombie (死人コウモリ, Shibito Kōmori): Generale proveniente dalla sede tibetana di Destron. I suoi mostri hanno l'aspetto di animali volanti con l'eccezione di Hitokui Bashogan che è un mostro pianta. È armato di una staffa con una testa di uccello in cima. Nella sua battaglia finale contro V3 si trasformò in Pipistrello Zombie venendo poi sconfitto dal V3 Mach Kick di Kamen Rider V3.

- Maresciallo Yoroi (ヨロイ元帥, Yoroi Gensui, episodi 41-52)/Zariganna (ザリガーナ, Zarigāna): L'ultimo generale di Destron, indossa un'armatura di bronzo e ha una mazza al posto della mano destra. Viene dalla base in Mongolia. I suoi mostri hanno l'aspetto di animali corazzati. Ha accusato uno degli scienziati dell'organizzazione, Joji Yuuki, di tradimento temendo che quest'ultimo potesse prendere il suo posto, portando Joji a diventare Riderman. Yoroi nella battaglia finale contro Kamen Rider V3 e Riderman si trasformò nell'uomo aragosta Zariganna. Anche se riuscì a sfuggire a V3, Yoroi venne ucciso dal Grande Capo come punizione per aver fallito. Nel manga Kamen Rider Spirits di Kenichi Muraeda, Yoroi riuscì a far trapiantare la sua testa nel corpo di un'enorme aragosta robot, desideroso di uccidere Riderman. Venne distrutto definitivamente dal Machine Gun Arm di Riderman.

Soldati di Destron
- Soldati Destron (デストロン戦闘員, Desutoron Sentōin): Destron possiede una grande quantità di guerrieri al suo servizio che li adopera per aiutare i mostri e fare da guardia alla base. Ciascuno di questi soldati ha una forza 5 volte superiore a quella di un normale essere umano e indossano tutti delle uniformi nere con disegnato uno scorpione bianco sul torace. Sono solitamente armati di coltelli e vengono sconfitti facilmente da V3.

- Squadra racer infernale (レーサー地獄部隊, Rēsā Jigoku Butai): Sono dei motociclisti rapiti e trasformati in guerrieri dalla forza superiore a quella dei soldati standard per combattere V3.

- Squadra Ranger (レインジャー部隊, Reinjā Butai): Gruppo di soldati addestrati da Kamikiri Boomerang.

- Donne Soldato (女戦闘員, On'na Sentōin): Compaiono unicamente nell'episodio 41.

- Guardie del corpo del Grande Capo (首領親衛隊, Shuryō Shineitai): Sono soldati che hanno il compito di proteggere il Grande Capo di Destron.

### Comprimari
- Tobei Tachibana (立花 藤兵衛, Tachibana Tōbei): Il mentore di Shiro e suo allenatore. È apparso nella serie precedente e compare anche nelle 3 seguenti.

- Junko Tama (珠 純子, Tama Junko): Una giovane donna innamorata di Shiro. Shiro è consapevole dei suoi sentimenti ma si tiene lontano da lei per evitare che corra pericoli. A parte questo, Junko aiuta spesso Kamen Rider V3 finendo spesso in situazioni in cui deve essere salvata.

- Shigeru Tama (珠 シゲル, Tama Shigeru): è il fratello minore di Junko e membro della Squadra Shonen Rider. Segue spesso Kamen Rider V3 nelle sue avventure.

## Lista episodi
1. Il Rider Numero 3. Il Suo Nome è V3! (ライダー３号 その名はV3！, Raidā Sangō Sono Na wa Buisurī!?)
2. L'ultimo Testamento Dei Double Rider (ダブルライダーの遺言状, Daburu Raidā no Yuigonjō)
3. L'esecuzione di V3 (死刑台のV3, Shikeidai no Buisurī)
4. I 26 Segreti di V3!? (V3の２６の秘密！？, Buisurī no Nijūroku no Himitsu!?)
5. L'Uomo Serpente Con Una Mitragliatrice! (機関銃を持ったヘビ人間！, Kikanjū o Motta Hebi Ningen!)
6. Entra Hammer Kurage!V3 Scatena La Tua Mossa Finale!! (ハンマークラゲ出現! 放てV3の必殺わざ！！, Hanmā Kurage Shutsugen! Hanate Buisurī no Hissatsu-waza!!)
7. La Furia Dell'allenamento Speciale di V3 (ライダーV3 怒りの特訓, Raidā Buisurī Ikari no Tokkun)
8. Attento V3! Arriva La Terrificante Motosega (危うしV3！迫る電気ノコギリの恐怖, Ayaushi Buisurī! Semaru Denki Nokogiri no Kyōfu)
9. Che Cos'è La Squadra Infernale Di Destron!? (デストロン、地獄部隊とは何か！？, Desutoron, Jigoku Butai to wa Nani ka!?)
10. Il Segreto Del Double Typhoon (ダブルタイフーンの秘密, Daburu Taifūn no Himitsu)
11. Gli Artigli Del Diavolo Raggiungono V3!! (悪魔の爪がV3をねらう！！, Akuma no Tsume ga Buisurī o Nerau!!)
12. Junko Diventa La Sposa Di Un Mostro!? ((純子が怪人の花嫁に！？, Junko ga Kaijin no Hanayome ni!?)
13. Il Terrificante Comandante Dottor G! (恐怖の大幹部ドクトル・ゲー！, Kyōfu no Daikanbu Dokutoru Gē!)
14. Il Ricordo Segreto Dei Double Rider (ダブルライダー秘密のかたみ, Daburu Raidā Himitsu no Katami)
15. La Debolezza Mortale Di Rider V3!! (ライダーV3 死の弱点！！, Raidā Buisurī Shi no Jakuten!!)
16. Il Mostro Geco Lancia Missili! (ミサイルを背負ったヤモリ怪人！, Misairu o Seotta Yamori Kaijin!)
17. Il Devil Spray è l'arma Del Dio Della Morte (デビルスプレーは死神の武器, Debiru Supurē wa Shinigami no Buki)
18. V3, Attento Al Malvagio Traditore! (悪魔の裏切り あやうしV3！, Akuma no Uragiri Ayaushi Buisurī!)
19. L'Operazione Torpedo di Harifugu Apache!! (ハリフグアパッチの魚雷作戦！！, Harifugu Apatchi no Gyorai Sakusen!!)
20. Operazione Conquista Di Shikoku Di Destron (デストロン四国占領作戦, Desutoron Shikoku Senryō Sakusen)
21. I Double Rider Vivono (生きていたダブルライダー, Ikiteita Daburu Raidā)
22. Camp Del Terrore:Il Mistero Del Canale Sotterraneo! (恐怖のキャンプ！地底運河のなぞ!, Kyōfu no Kyanpu! Chitei Unga no Nazo!)
23. Mistero! Il Vampiro Del Cimitero (怪奇！墓場から来た吸血男, Kaiki! Hakaba Kara Kita Kyūketsu Otoko)
24. Mistero! La Magione Dello Scarafaggio!! (怪奇！ゴキブリ屋敷！！, Kaiki! Gokiburi Yashiki!!)
25. Mistero!! L'Armata Destron Ranger (怪奇！！デストロン、レインジャー部隊, Kaiki!! Desutoron, Reinjā Butai)
26. L'Operazione Mummia Del Mostro Heater Zemi!! (怪人ヒーターゼミのミイラ作戦!!, Kaijin Hītā Zemi no Miira Sakusen!!)
27. Risorgono Zol, Shinigami, Inferno E Black (生きかえったゾル・死神・地獄・ブラック, Ikikaetta Zoru - Shinigami - Jigoku - Burakku)
28. L'Assalto Dei Cinque Comandanti! (五大幹部の総攻撃！, Go Daikanbu no Sōkōgeki!)
29. La Sfida Finale Di Dottor G! (ドクトル・ゲー最後の挑戦！, Dokutoru Gē Saigo no Chōsen!)
30. Dottor G! Il Vero Volto Del Diavolo? (ドクトル・ゲー！悪魔の正体は？, Dokutoru Gē! Akuma no Shōtai wa?)
31. L'ingresso Del Comandante Maledetto, Barone Kiba (呪いの大幹部キバ男爵出現！！, Noroi no Daikanbu Kiba-danshaku Shutsugen!)
32. Lo Spettro Della Palude Onibi:La Squadra Rider Distrutta!? (鬼火沼の怪 ライダー隊全滅！？, Onibi Numa no Kai Raidā Tai Zenmetsu!?)
33. V3 è In Pericolo! Ritornano I Rider Ichigo E Nigo (V3危うし！帰ってきたライダー１号、２号！！, Buisurī Ayaushi! Kaetekita Raidā Ichigō, Nigō!!)
34. Momento Critico! Barone Kiba contro I Tre Rider (危機一髪！キバ男爵対三人ライダー！！, Kikiippatsu! Kiba-danshaku Tai Sannin Raidā!!?)
35. La Trasformazione Finale Di Barone Kiba (キバ男爵最後の変身, Kiba-danshaku Saigo no Henshin)
36. L'esercito Alato:Demoni Del Cielo (空の魔神 ツバサ軍団, Sora no Majin Tsubasa Gundan)
37. Il Tempio Misterioso:La Maledizione Del Clan Musasabi! (怪しの寺 ムササビ族の呪い！, Ayashi no Tera Musasabi Zoku no Noroi!)
38. Lo Skydiving Del Solitario V3 (子連れV3 死のスカイダイビング, Kotsure Buisurī Shi no Sukaidaibingu)
39. Il Terrore Della Pianta Carnivora Bashogan!! (人喰い植物 バショウガンの恐怖！！, Hitokui Shokubutsu Bashōgan no Kyōfu!!)
40. Mossa Finale! V3 Mach Kick!! (必殺！V3マッハキック！！, Hissatsu! Buisurī Mahha Kikku!!)
41. Oh! Le Persone Si Sciolgono! Appare Il Maresciallo Yoroi あッ！人間が溶ける！ヨロイ元帥登場, Ā! Ningen ga Tokeru! Yoroi-gensui Tōjō)
42. Gli Esperimenti Umani Dell'Uomo Lumaca! (カタツムリ人間の人体実験！, Katatsumari Ningen no Jintaijikken!)
43. Amico o Nemico? Il Misterioso Riderman (敵か味方か？謎のライダーマン, Teki ka Mikata ka? Nazo no Raidāman)
44. V3 Contro Riderman (V3対ライダーマン, Buisurī Tai Raidāman)
45. Il Regalo Di Natale Di Destron (デストロンのＸマスプレゼント, Desutoron no Ekkusumasu Purezento)
46. Riderman, Dove Andrai? (ライダーマンよどこへゆく？, Raidāman yo Doko e Yuku?)
47. Imboscata! Il Grande Capo Di Destron!! (待ち伏せ！デストロン首領！！, Machibuse! Desutoron Shuryō!!)
48. Guarda! La Faccia Del Capo Di Destron!! (見た！デストロン首領の顔！！, Mita! Desutoron Shuryō no Kao!!)
49. Uno Sparo Risuona! Shiro Kazami Cade!! 銃声一発！風見志郎倒る！！, Jūsei Ippatsu! Kazami Shirō Taoru!!)
50. Una Piccola Amicizia (小さな友情, Chiisa na Yūjō)
51. Tu Sei Il Quarto Rider!!(ライダー四号は君だ！！, Raidā Yongō wa Kimi da!!)
52. L'Ultimo Giorno Di Destron (デストロン最後の日, Desutoron Saigo no Hi)

## I film
Kamen Rider V3 (Versione cinematografica dell'episodio 2): Dopo la battaglia con Hasami Jaguar, Shiro aiuta un prete che è stato attaccato dal mostro.
Quello che non sa è che la sua chiesa fa da copertura alla base di Destron.
Dopo averlo scoperto, Kamen Rider V3 e i primi due Rider dovranno impedire a Destron di distruggere Tokyo con una bomba atomica che si trova all'interno di Kame Bazooka.
Kamen Rider V3 contro i Mostri di Destron: Un fisico chiamato Tetsuo Okita scopre un minerale chiamato Satanium, che è più potente dell'Uranio ed emette effetti mortali per chiunque ne venga esposto.
Ma la Destron rapisce Okita sperando di ottenere informazioni sul dove trovare grandi quantità di Satanium da usare per i loro piani.
Kamen Rider V3 dovrà salvare Okita e impedire a Destron di avere il Satanium.

## Cast
- Shiro Kazami (風見 志郎, Kazami Shirō?): Hiroshi Miyauchi (宮内 洋, Miyauchi Hiroshi)
- Tōbei Tachibana (立花 藤兵衛, Tachibana Tōbei?): Akiji Kobayashi (小林 昭二, Kobayashi Akiji)
- Junko Tama (珠 純子, Tama Junko): Hizuru Ono (小野 ひずる, Ono Hizuru)
- Shigeru Tama (珠 シゲル, Tama Shigeru): Hideki Kawaguchi (川口 英樹, Kawaguchi Hideki)
- Jōji Yūki (結城 丈二, Yūki Jōji): Takehisa Yamaguchi (山口 豪久, Yamaguchi Takehisa)
- Dottor G (ドクトルＧ, Dokutoru Gē): Jōtarō Senba (千波 丈太郎, Senba Jōtarō)
- Barone Kiba (キバ男爵, Kiba Danshaku): Eiji Gō (郷 鍈治, Gō Eiji)
- Arcivescovo Tsubasa (ツバサ大僧正, Tsubasa Daisōjō): Sachio Fujino (富士乃 幸雄, Fujino Sachio?)
- Maresciallo Yoroi (ヨロイ元帥, Yoroi Gensui?): Bunya Nakamura (中村 文弥, Nakamura Bunya?)
- Ken Sakuma (佐久間 ケン, Sakuma Ken?): Ken Kawashima (川島 健, Kawashima Ken)
- Il Grande Capo Di Destron (デストロン首領, Desutoron Shuryō, Voce): Gorō Naya (納谷 悟郎, Naya Gorō?)
- Narratore (ナレーター, Narētā?): Shinji Nakae (中江 真司, Nakae Shinji)

## Sigle
Sigla di apertura
- Tatakae! Kamen Rider V3(斗え！仮面ライダーV3, Tatakae! Kamen Raidā Bui Surī, Combatti Kamen Rider V3) - Cantato da Hiroshi Miyauchi e The Swingers

Sigle di chiusura
- Shonen Kamen Rider Tai no Uta(少年仮面ライダー隊の歌, Shōnen Kamen Raidā Tai no Uta) - Cantato da Ichirō Mizuki e Columbia Yurikago-Kai

Sigla di chiusura degli episodi 1-30
- Hashire Hurricane(走れハリケーン, Hashire Harikēn) - Cantato da Masato Shimon e Columbia Yurikago-Kai

Sigla di chiusura degli episodi 31-52